# Enriqueta Amalia de Anhalt-Dessau
Enriqueta Amalia de Anhalt-Dessau (en alemán, Henriette Amalie von Anhalt-Dessau) (Dessau, 7 de diciembre de 1720 - Dessau, 5 de diciembre de 1793) fue la quinta hija y la menor de los hijos de Leopoldo I, príncipe de Anhalt-Dessau, y de su esposa morganática, Ana Luisa Föhse.

## Biografía
En 1741, la princesa Enriqueta Amalia, de 21 años, dio a luz a un hijo extramarital. Cuando se negó a casarse con el padre, el hijo de un sirviente de la corte, fue desterrada de la corte de Dessau. Durante los siguientes once años vivió como monja en Herford. Más tarde, su padre (que había tenido dos hijos ilegítimos) intentó encontrar un marido adecuado para ella, pero todos los planes de matrimonio fracasaron. Mientras tanto, vivía abiertamente con el barón de Rackmann, que era quince años menor que ella. Gracias a su intervención, fue elevado al rango de conde imperial y barón de Bangert.
Probablemente para estar cerca de su hijo (que había sido puesto al cuidado de la familia de un banquero), Enriqueta Amalia adquirió una gran casa en Bockenheim, más tarde llamada "Villa Passavant", luego construyó una escuela y también el hospital Saint Elisabeth's.
En 1753, la princesa adquirió una propiedad con una casa y un invernadero adjunto. Realizó extensas actividades agrícolas e hizo que la finca fuera prácticamente autosuficiente. Introdujo la cría de gusanos de seda (Bombyx mori), crio abejas y vendía naranjas en su propia residencia. Además, fomentó el cultivo de espárragos y el cultivo de otras frutas y verduras.
En Kreuznach, adquirió la finca feudal de Bangert y estableció allí un pequeño castillo (hoy museo público) de estilo clasicista para reemplazar la antigua casa solariega; se completó alrededor de 1775.
En 1771, amplió su casa de campo con anexos al castillo. Aproximadamente 700 obras de arte se exhibieron en la "Galerie" del primer piso del castillo remodelado. Por esta época, su hijo murió, aproximadamente a los 30 años.
Cuando las tropas revolucionarias francesas se acercaron a Fráncfort en 1792, Enriqueta Amalia huyó a su Dessau natal y se mudó al "Palais Dietrich".
La propia Enriqueta Amalia murió un año después, dos días antes de su septuagésimo tercer cumpleaños. Fue enterrada en Dessau, sin que ningún miembro de su familia estuviera presente en el funeral.